# Zgromadzenie Socjalistycznej Republiki Bośni i Hercegowiny

## Lista przewodniczących
| # | Imię i Nazwisko                                                                                                   | Portret | Kadencja | Kadencja | Partia polityczna                                                                                                 | Partia polityczna                                                                                                 |
| # | Imię i Nazwisko                                                                                                   | Portret | Od | Do | Partia polityczna                                                                                                 | Partia polityczna                                                                                                 |
| Przewodniczący Antyfaszystowskiej Ludowej Rady Wyzwolenia Narodowego Bośni i Hercegowiny (ZAVNOBiH) (1943 – 1945) | Przewodniczący Antyfaszystowskiej Ludowej Rady Wyzwolenia Narodowego Bośni i Hercegowiny (ZAVNOBiH) (1943 – 1945) | Przewodniczący Antyfaszystowskiej Ludowej Rady Wyzwolenia Narodowego Bośni i Hercegowiny (ZAVNOBiH) (1943 – 1945) | Przewodniczący Antyfaszystowskiej Ludowej Rady Wyzwolenia Narodowego Bośni i Hercegowiny (ZAVNOBiH) (1943 – 1945) | Przewodniczący Antyfaszystowskiej Ludowej Rady Wyzwolenia Narodowego Bośni i Hercegowiny (ZAVNOBiH) (1943 – 1945) | Przewodniczący Antyfaszystowskiej Ludowej Rady Wyzwolenia Narodowego Bośni i Hercegowiny (ZAVNOBiH) (1943 – 1945) | Przewodniczący Antyfaszystowskiej Ludowej Rady Wyzwolenia Narodowego Bośni i Hercegowiny (ZAVNOBiH) (1943 – 1945) |
| --- | --- | --- | --- | --- | --- | --- |
| 1 | Vojislav Kecmanović (1881–1946)                                                                                   | | 25 listopada 1943                                                                                                 | 26 kwietnia 1945                                                                                                  | | KP BiH |
| Przewodniczący Prezydium Zgromadzenia Ludowego (1945–1953)                                                        | | | | | | |
| 1 | Vojislav Kecmanović (1881–1946)                                                                                   | | 26 kwietnia 1945                                                                                                  | listopad 1946 | | KP BiH |
| 2 | Đuro Pucar (1899–1979)                                                                                            | | listopad 1946 | wrzesień 1948 | | KP BiH |
| 3 | Vlado Šegrt (1907–1991)                                                                                           | | wrzesień 1948 | grudzień 1953 | | KP BiH (do 1952) SK BiH (od 1952)                                                                                 |
| Przewodniczący Zgromadzenia Ludowego Bośni i Hercegowiny                                                          | | | | | | |
| 1 | Đuro Pucar (1899–1979)                                                                                            | | grudzień 1953 | czerwiec 1963 | | SK BiH |
| 2 | Ratomir Dugonjić (1916–1987)                                                                                      | | czerwiec 1963 | 1967 | | SK BiH |
| 3 | Džemal Bijedić (1917–1977)                                                                                        | | 1967 | 1971 | | SK BiH |
| 4 | Hamdija Pozderac (1923–1988)                                                                                      | | 1971 | 1978 | | SK BiH |
| 5 | Niko Mihaljević                                                                                                   | | 1978 | 1981 | | SK BiH |
| 6 | Vaso Gačić (1923-2006)                                                                                            | | 1981 | 1983 | | SK BiH |
| 7 | Ivica Blažević | | 1983 | 1984 | | SK BiH |
| 8 | Salko Oruč | | 1984 | 1987 | | SK BiH |
| 9 | Savo Čečur | | 1987 | 1989 | | SK BiH |
| 10 | Zlatan Karavdić                                                                                                   | | 1989 | 1990 | | SK BiH |
| 11 | Momčilo Krajišnik (ur. 1945)                                                                                      | | 1990 | 3 marca 1992 | | SDS |